# Lottorf
Lottorf (tiếng Đan Mạch: Lottorp) là một đô thị thuộc huyện Schleswig-Flensburg, trong bang Schleswig-Holstein, nước Đức. Đô thị Lottorf có diện tích 5,78 km², dân số thời điểm 31 tháng 12 năm 2006 là 203 người.